# 萬寧 (零售商)

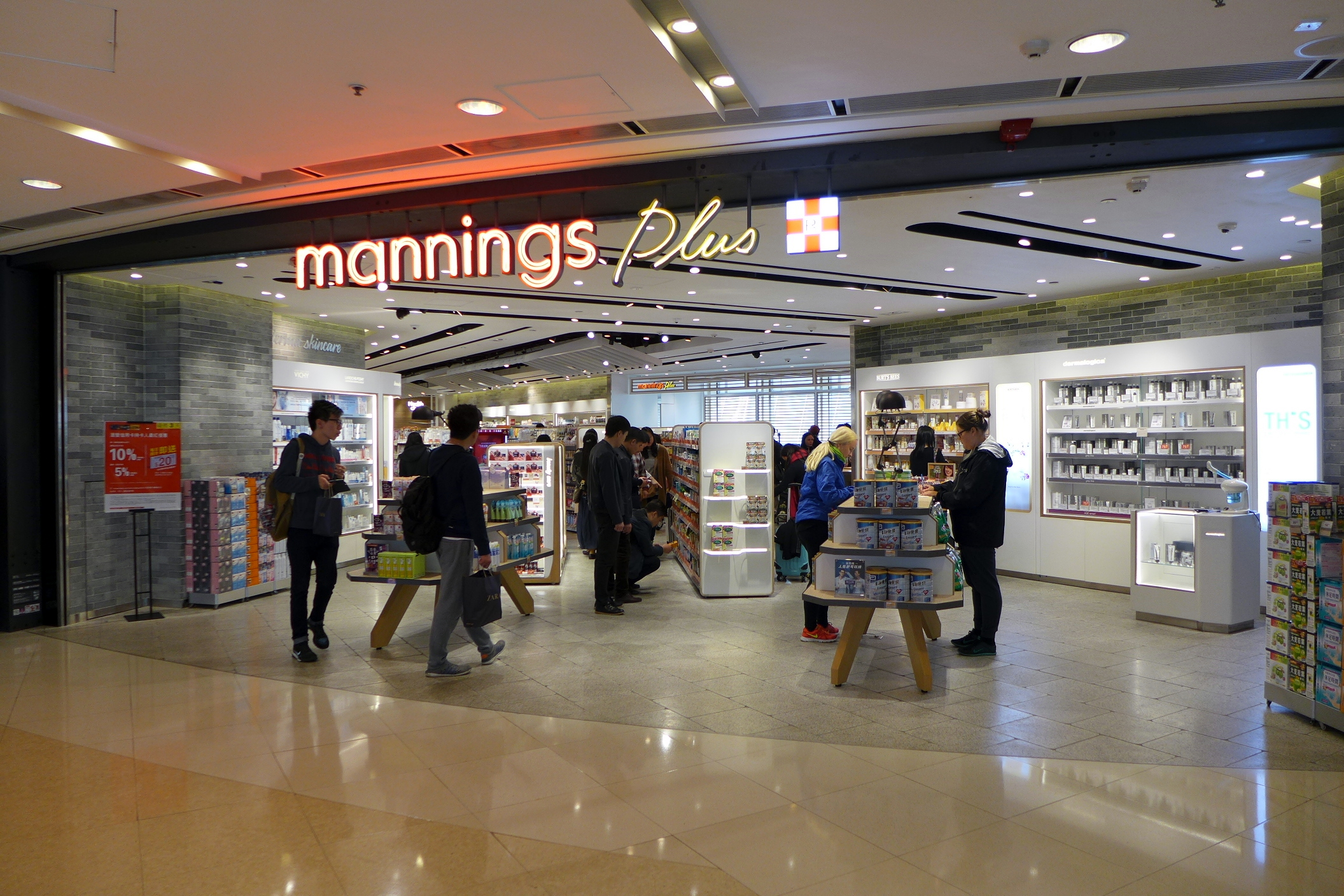
位於香港國際金融中心商場的Manning Plus

香港萬寧舊標誌（1997年-2012年）

，是一家個人護理產品連鎖店，為牛奶國際旗下的零售商（牛奶國際為怡和洋行旗下公司）。至2023年年底，亞洲區共有2625間分店，分別於香港306間、澳門22間、中國大陸16間、馬來西亞556間、印尼341間、汶萊28間、越南127間及新加坡128間、其主要競爭對手包括和記黃埔旗下的屈臣氏藥房。

## 概要
萬寧是香港最大型的健康美容產品連鎖店，擁有306間分店，遍布全港，提供多元化、優質的保健、個人護理、護膚及嬰兒產品系列，其宗旨為用心了解及照顧顧客各種需要，更積極推出創新先河的服務，帶領同業全力照顧社會大眾的健與美需要。萬寧在香港零售管理協會神祕顧客計劃中連續6年獲選為「最佳服務零售商」。此外，萬寧更連續13年（2004年至2016年）於Ipsos 顧客電話調查報告中獲投選為「No.1顧客最愛品牌」。
萬寧首間健康概念店Mannings Plus在2010年於銅鑼灣開設 – Mannings Plus比平常的萬寧店舖更專注於健康服務，主力銷售優質的健康產品，店內長駐專業健康團隊、註冊營養師、健康大使、註冊藥劑師和美容顧問，務求全面提供個人化及專業服務: 包括健康分析、體重管理、免費營養諮詢、藥物諮詢和疾病管理等。直至2019年，全港一共有11間萬寧健康概念店。
2012年，萬寧策略性地於嬰兒用品雲集的沙田區開設首間Mannings Baby，為初生嬰兒至成長中的小童提供全方位的服務。Mannings Baby搜羅具品質認證的嬰兒食品、嬰兒醫學護膚品及孕婦產品，所有品牌都是產自享負盛名、擁有卓越品質管理及安全標準的國家，確保為所有顧客提供安全有效並有優質保證的產品。直至2017年，全港一共有5間分店。

## 歷史及發展
1972年 - 於鐵行大廈開設第一間萬寧藥房
1976年 - 成為牛奶國際旗下的零售商
1996年 - 零售店舖增至100間；同時定位為「照顧大眾健與美」的連鎖店
1997年 - 成立全新「健與美」店舖營運模式
2004年 - 第一大零售網絡的第200間分店開幕 ; 同年，萬寧以香港首家獨資零售企業身份進駐中國內地市場，並且於10月9日，在廣州天河城廣場開設首家旗艦店。通過幾年的摸索，萬寧找到一條適合自己的運營方式，正式啟動內地全面拓展計劃。 
2006年 - 於澳門祐漢區開設第一間分店，直至2012年已有15間分店。 
2008年 - 於金鐘廊成立第一間「萬寧健康概念店」
2010年 - 香港第300間分店開幕，萬寧首間健康概念店Mannings Plus亦於同年於銅鑼灣開設
2012年 - 萬寧成立40週年，同年於沙田區開設首間Mannings Baby。至2018年年底，萬寧在內地的佈點從廣東擴展到北京、上海、重慶、江蘇、四川、浙江及天津等地的16座城市，直營店網絡總數有238家。

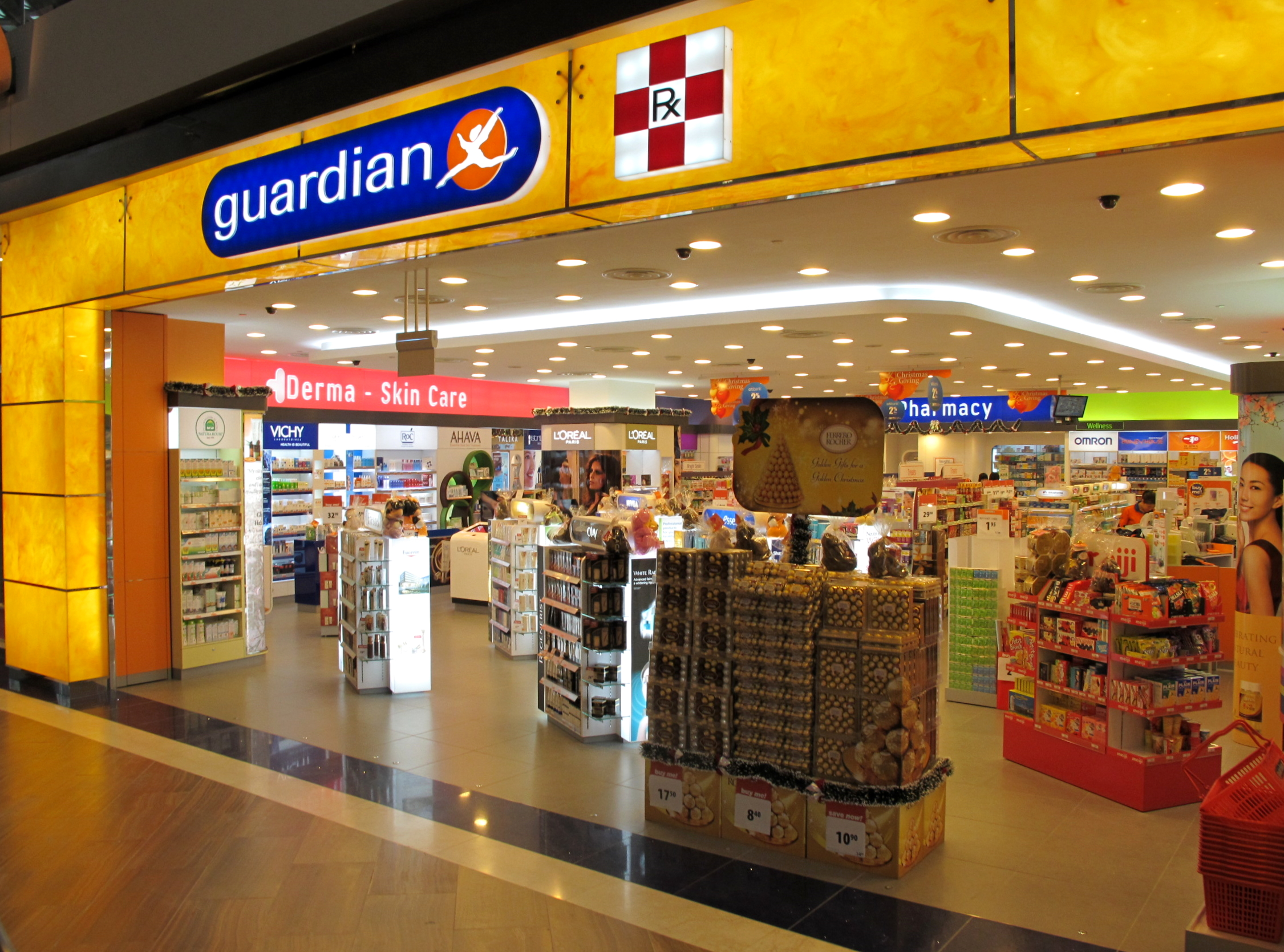
萬寧在新加坡稱為Guardian（佳寧）
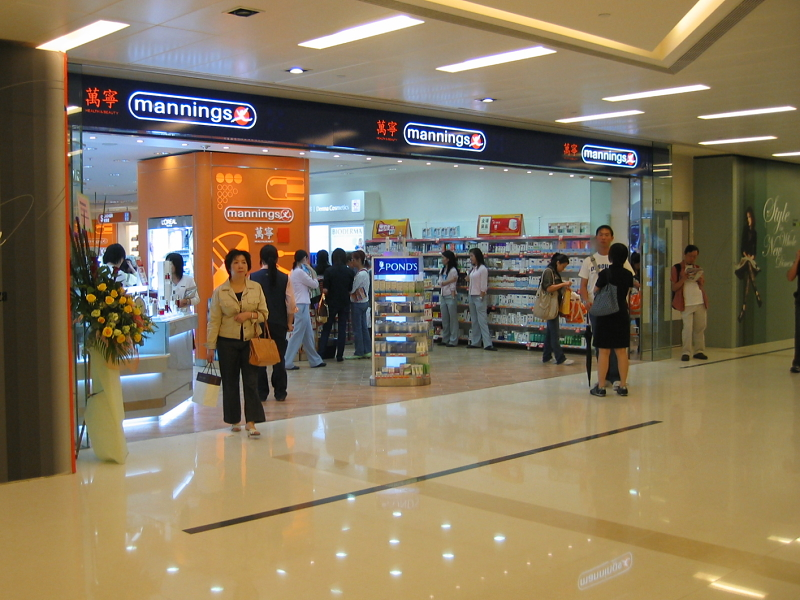
香港新城市廣場的一間萬寧分店（2006年）
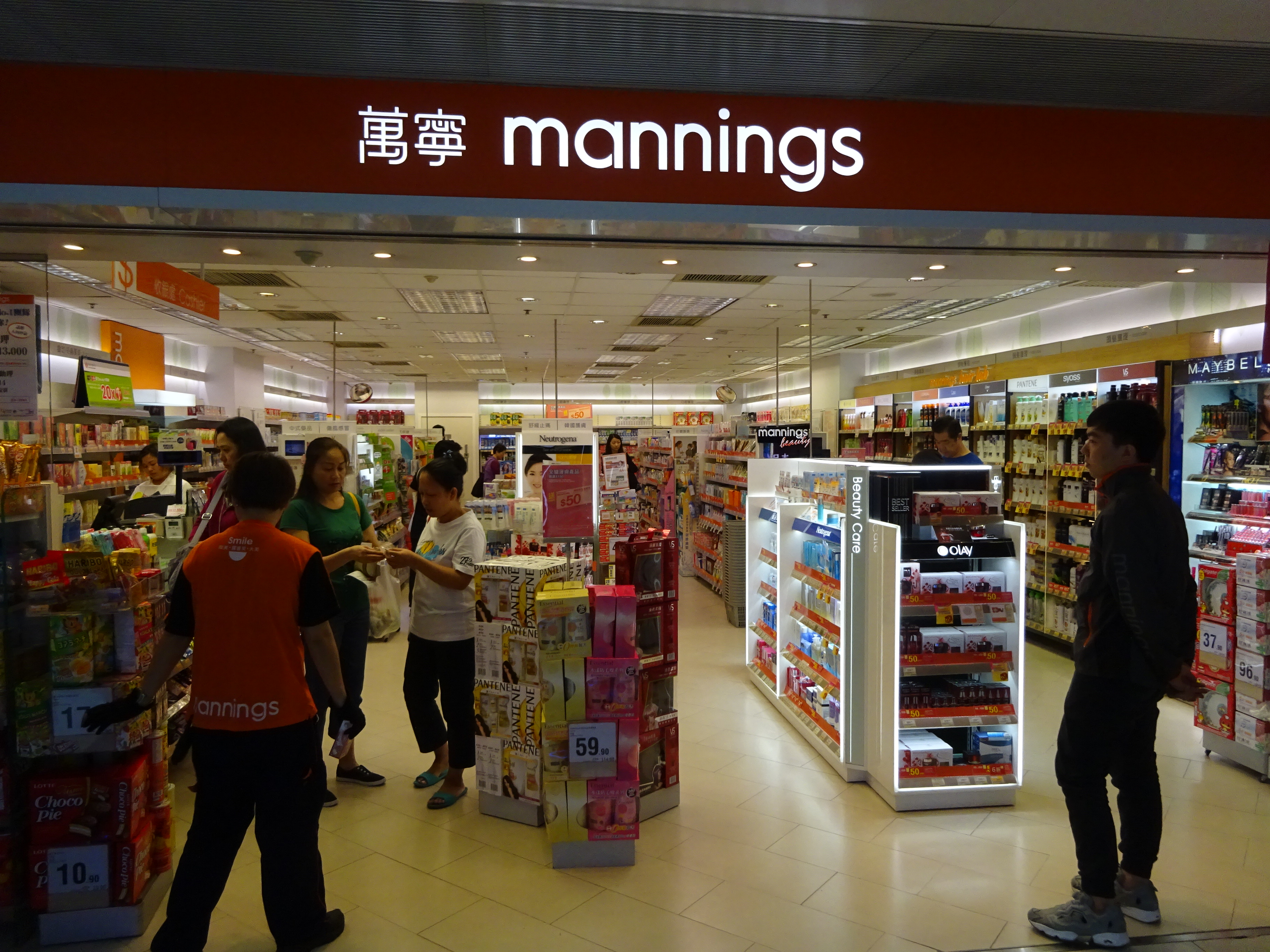
香港富東邨分店
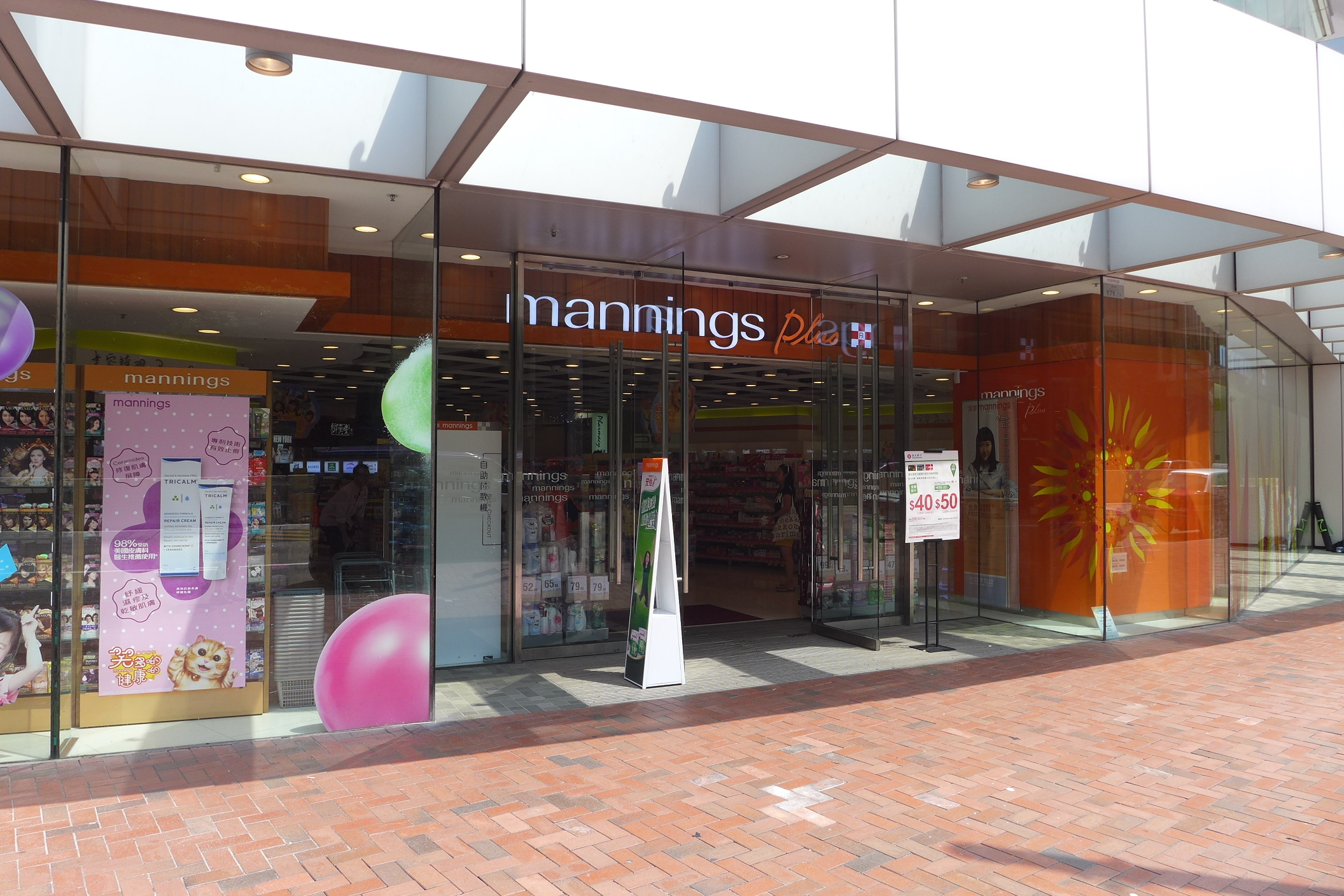
香港鰂魚涌太古坊分店
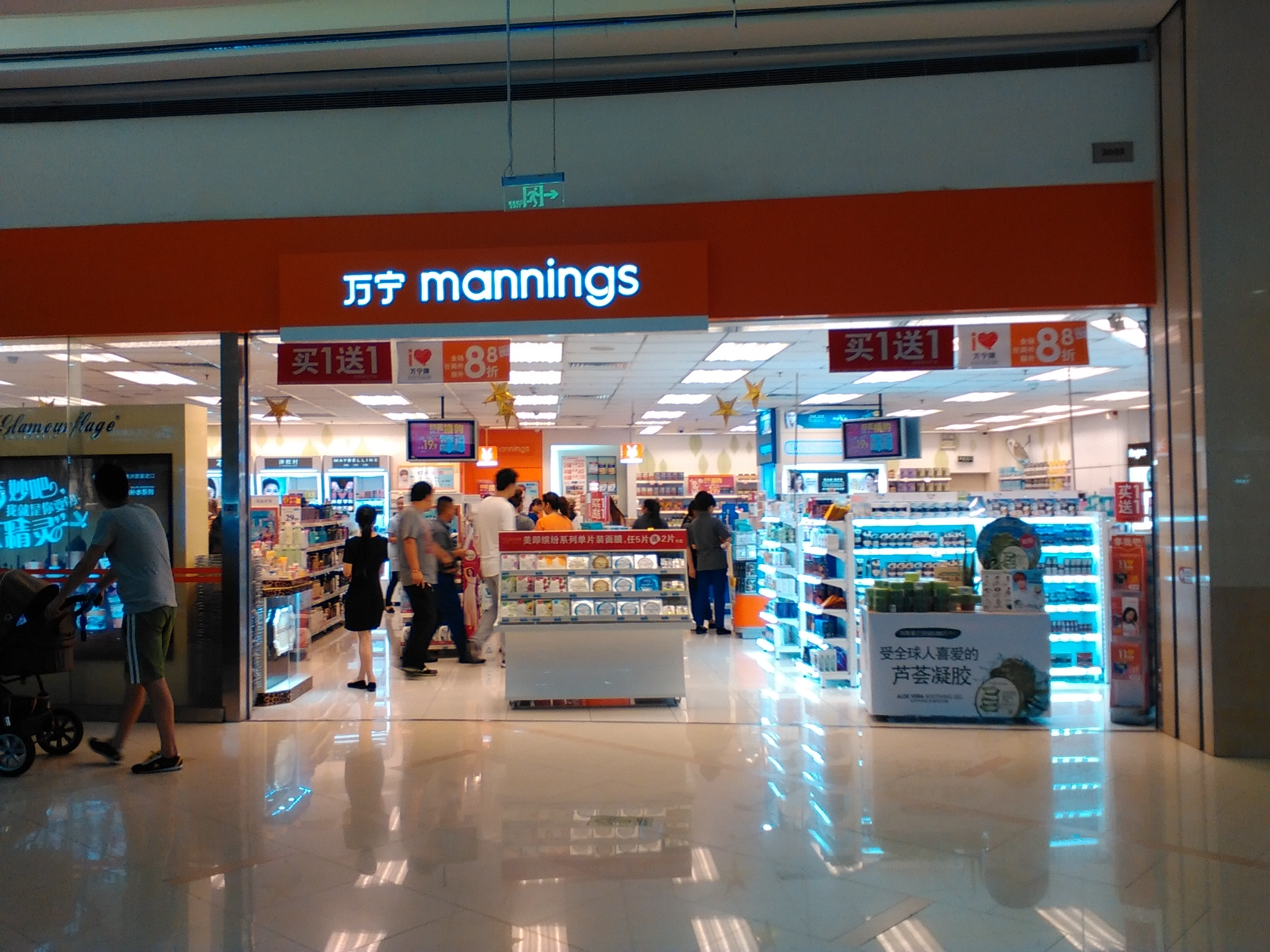
万宁在苏州的门市

## 品牌廣告策略及宣傳力
2009年 - 推出萬寧妹妹廣告，令五歲的萬寧妹妹王允祈 (Winky) 紅爆網絡世界，瞬間成為大眾寵兒。
2011年 - 萬寧貓源自萬寧推出的電視廣告，故事上集中一隻花貓為了拯救患病主人，而千辛萬苦尋找高山雪蓮，但在故事下集中劇情卻急轉直下，花貓採不到高山雪蓮，最終在萬寧買藥，到最後帶出萬寧這個品牌。有不少網民盛讚有關廣告水平高，故事感人，創意豐富。
2013年 - 「萬寧貓 x 鄭多燕」的跨界合作廣告，在電視廣告出街前，已經在LINE和WeChat率先曝光，成功獲蘋果動、Milk、瀛環搜奇等大量fan base大的媒體轉載。
2013年 - 同年，萬寧重金禮聘影帝劉青雲拍攝全新 Mannings Beauty 電視廣告，效果突出，令人耳目一新，對Mannings Beauty深刻印象。
2014年 - 「萬寧貓 x 古天樂」萬寧貓再次伙拍當紅巨星，推出全新廣告，以「健康 à 強幾多得幾多」為主題，加上古天樂扮肥的破格演出，於各大媒體及觀眾群中成功突圍，再創佳積。
2016年 - 萬寧準確捕捉當時社會對學童壓力生活的熱話，借題發揮，邀請香港電影「五個小孩的校長」中主演小學生的五位女小演員夥拍萬寧貓，拍攝新一攝電視廣告，成功引起大眾共鳴，帶出身體與心靈同樣健康的重要性。
2017年 - 緊貼大眾對網絡互動的興趣及高度參與，萬寧於聖誕節推出「萬寧同你，一起視愛」大行動，於線上線下同步與大眾進行互動。以「萬寧KissCam視愛車」造勢，配合紅星王苑之、網絡KOL專家Dickson及各大媒體，成功打響頭炮。

## 相關爭議

### 除下八號信號後即時開門營業
2017年8月，颱風天鴿以巔峰強度在珠江三角洲大肆破壞，導致香港天文台發出5年來首次十號颶風信號。天鴿吹襲香港帶來極具破壞性的風力，風暴潮疊加天文大潮引致多處嚴重水浸，天文台部分潮汐站所量度得的潮水高度更是自1962年溫黛以來的最高紀錄。 天鴿襲港期間，一張印有萬寧標誌的員工通告在網上流傳，該通告日期為2017年8月21日，標題為「新8號颱風營業時間」，該通告表示，「指定分店於除下八號風球後，需即時開門營業」，在「員工安排返工時間」下註明「例子： 9am除下8 號，9am即時開門營業」。該通告引起熱議，有網民批評萬寧太涼薄、冷血，對其員工完全無情，又質疑員工是否要有預知能力，才可在八號信號除下後即時開工。不少網民湧到萬寧的面書專頁留言抨擊，並留下憤怒表情符號。

### 77歲視障婆婆被控盜竊
左眼幾乎失明、靠每天連做4份兼職清潔工餬口的77歲獨居婆婆李淑卿稱，在2017年7月21日於荃灣萬寧分店值勤期間，誤將一卷印花當作膠紙放進褲袋，預備用來固定垃圾袋，後因有大量紙皮需清理而忘了原先工作，回家後始察覺誤取印花。翌早她等候分店開門後即將印花放回原位，但萬寧女保安趙愛虹聲稱在她的袋搜獲該卷印花。當閉路電視片段證實李婆婆翌早已將印花放回原位後，趙愛虹改口供，但李婆婆仍被控盜竊罪。萬寧聲稱608個印花共值30,400元。李婆婆因不想申領「綜援」，十多年來每天在3間萬寧分店及一間電訊公司任外判兼職清潔工，每天由早上未夠7時半工作至晚上11點。電訊公司店舖主管劉女士形容李婆婆為人勤奮、誠實、有責任心，絕不是貪小便宜的人，十多年來只請過一天病假，其餘時間準時上班。劉指其店內有些貨品價值過萬元，但從未發生失竊；員工放在更衣室的隨身物品亦無被盜。有關案件押後至2018年1月26日裁決。

事件曝光後迅速激起網民的強烈不滿，紛紛到「香港萬寧面書專頁」留言，批評萬寧咄咄逼人、毫無悔意，不斷故意刪除留言製造白色恐怖，更揚言會無限期杯葛萬寧，而當中對此爭議事件表示憤怒和強烈不滿反應亦包括了不少藝人和政治界人物。另外此爭議事件已得到一些海外媒體報道。公司於2018年1月18日下午發出聲明回應，指出案件正進入司法程序，故不便作出任何評論，但稱「尊重香港的法治精神，並相信法庭將基於法律原則，考慮各方因素而作出合乎情理的判決」，不過萬寧至今一直拒絕就事件作出道歉。直至2018年1月23日，單是該帖文已招致逾4.4萬人給予憤怒表情符號。
到1月26日，法官裁決指出，婆婆對於其視力欠佳而誤取印花的解釋不合理，有說謊，但她於事發翌日歸還印花，控方未能在毫無合理疑點下舉證，基於疑點利益歸於被告，裁定其罪名不成立。萬寧行政總裁李家華於判決後發出公開信，指「就近日李婆婆事件，萬寧明白到在處理上確有不足，在未有周詳考慮便作出行動，對李婆婆造成困擾和不便，在此衷心致歉。有關今次事件，我們已通知李婆婆，希望可以親身道歉，並為婆婆提供適切的協助。對於大家近日的評論和意見，我們都樂意接受和聆聽，並沒有刪除或舉報任何留言。希望得到大家諒解！」 但有關做法不但未能平息網民怒氣，反而更有不少網民反映萬寧口裏說“我們都樂意接受和聆聽，並沒有刪除或舉報任何留言”，不過實際上的情況卻是完全相反，結果招來網民大力批評和不滿。

### 顧客被便衣保安誤指偷竊而遭箍頸及扯背囊拖行
2024年10月，一名女子光顧萬寧位於尖沙咀金馬倫道分店購買產品，並使用店鋪內的自助收銀機付款後離開，惟離開店舖後不久，隨即被店內2名身份不明的便衣女子指控偷竊，更被便衣女子以從後箍頸及扯背囊方式拖行近五十米回店內。事主以為遭到綁架，大叫救命，驚動店舖經理。被拖到店後，事主立即取出收據展示給經理證明已成功付款。經理經了解後，聲稱他亦是剛知道該2名女子是便衣保安。事主隨後透過社交媒體Threads控訴事件。